# レザー・アンド・レース
「レザー・アンド・レース」（Leather and Lace）は、スティーヴィー・ニックスがドン・ヘンリーとの連名で1981年に発表したシングル。

## 概要
1981年7月27日発売のニックスのファースト・アルバム『麗しのベラ・ドンナ（Bella Donna）』に収録され、同年10月6日にシングルカットされた。ドン・ヘンリーとのデュエットであるが、ドラムスはラス・カンケルが担当している。
1982年1月17日から2月6日にかけて4週連続でビルボード・Hot 100の6位を記録。アダルトコンテンポラリー・チャートでは10位を記録した。翌1982年の年間チャートで36位を記録し、ゴールドディスクに輝いた。
ニックスはコンピレーション・アルバム『Timespace: The Best of Stevie Nicks』（1991年）のライナーノーツで次のように述べている。
なおウェイロン・ジェニングスとジェシー・コルターは結局レコーディングはせず、タイトルのみ拝借して1981年2月にアルバム『Leather and Lace』を発表した。

## カバー・バージョン
- エリザベス・クック & アーロン・ワトソン - 2012年のコンピレーション・アルバム『Hearts Across Texas』に収録[9]。
- ジェフリー・オースティン & グウェン・ステファニー - 2015年12月に発表。ビルボード・ポップ・デジタル・ソングズで31位を記録。